# 结构式访谈
结构式访谈（structured interview），又名标准化访谈（standardised interview），是一种定量研究方法，通常应用于测量研究（survey research）。这种方法的目的在于确保对每一个被访者精确地呈现以同样的顺序出现的同样的问题，确保答案总体上可靠，并确信不同样本群之间或不同测量周期之间具有可比性。  